# Melkboer

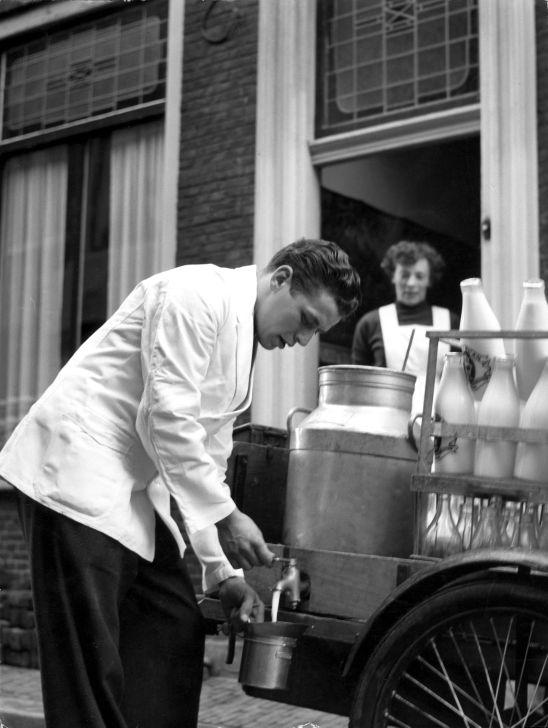
Melkboer aan de deur in 1956

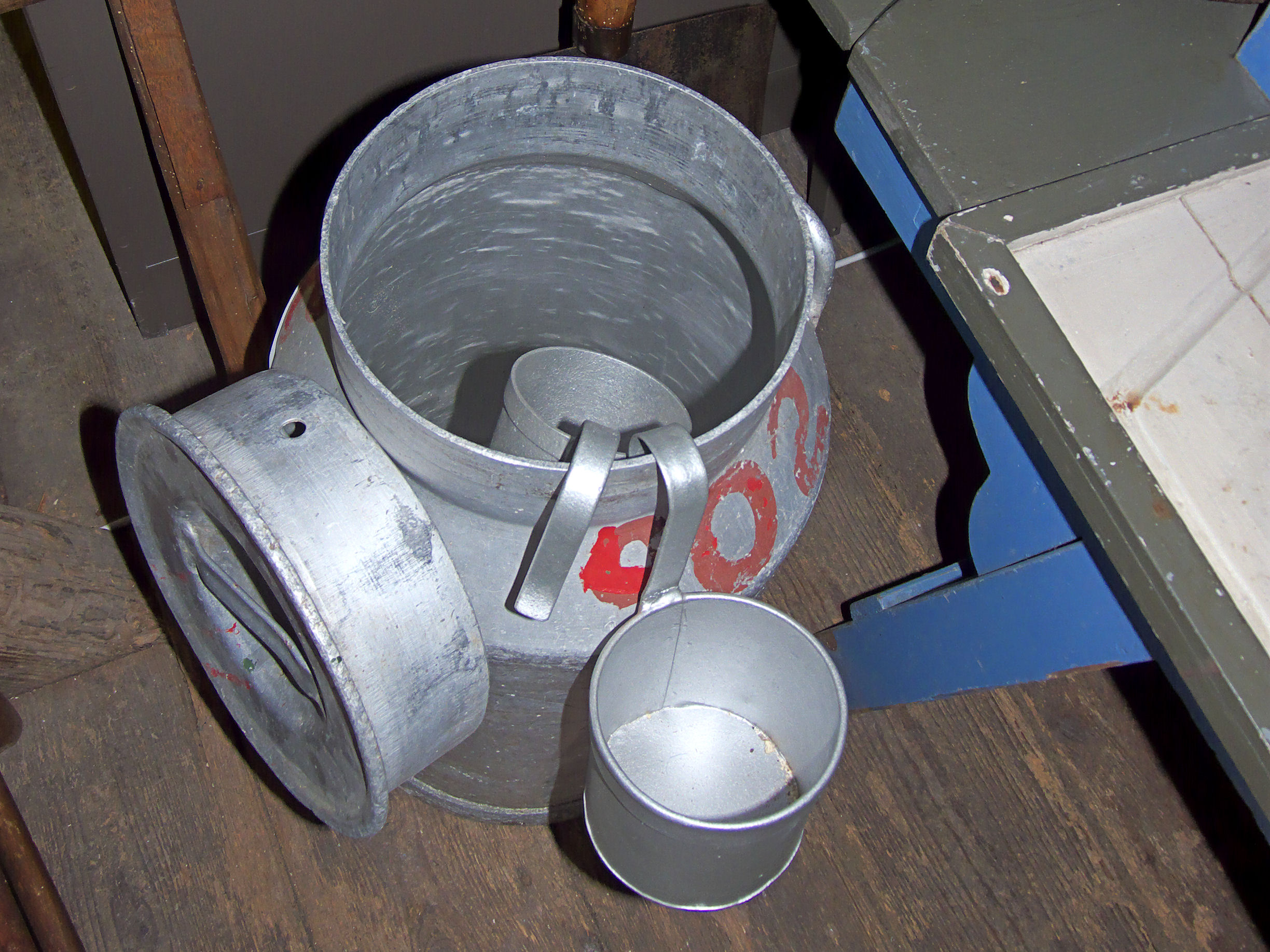
Melkbus met litermaten

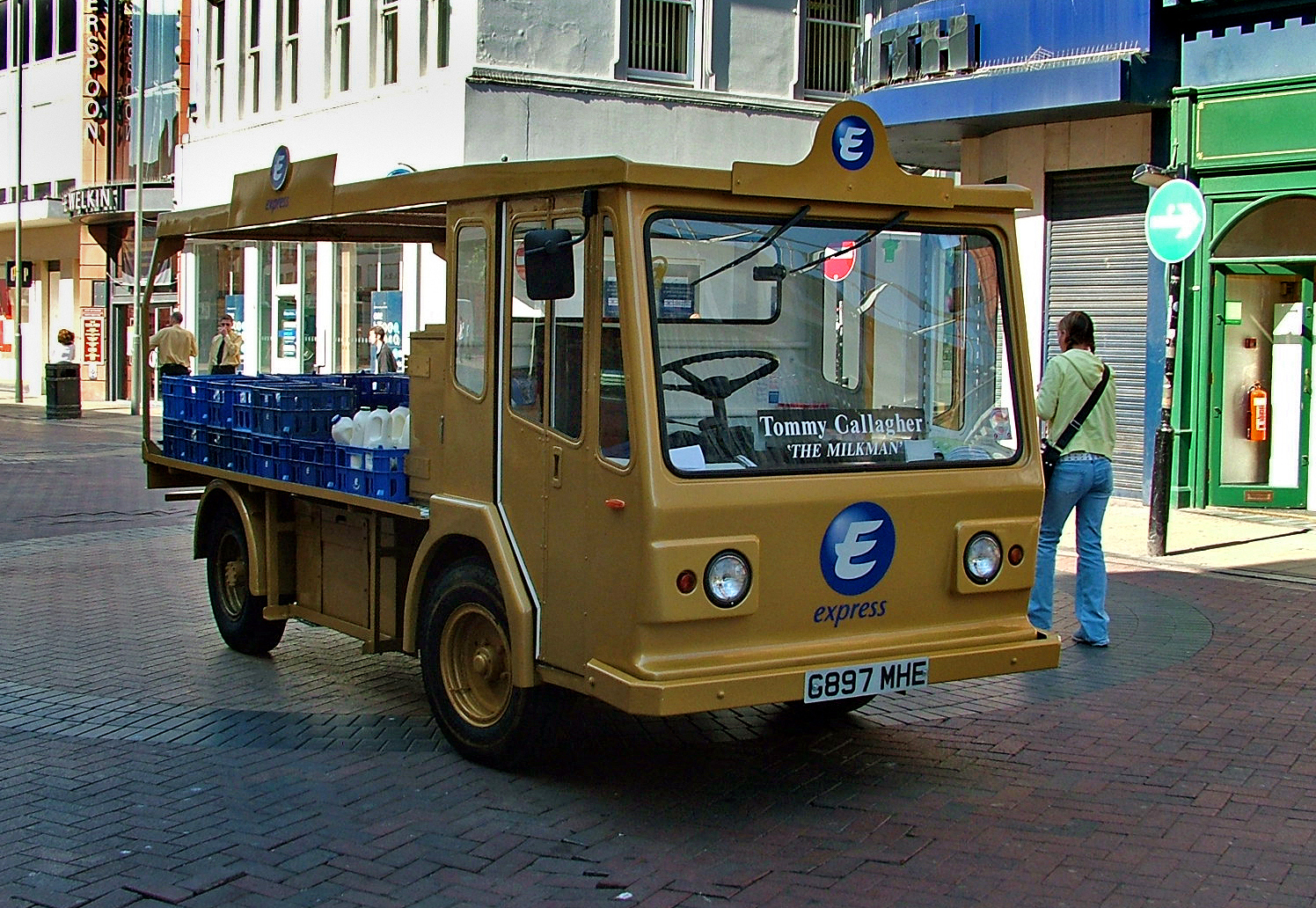
Melkwagen in Liverpool 2005

Een melkboer, melkman of melkslijter is iemand die langs de deur gaat met voornamelijk melk en zuivelproducten, en soms ook een winkel met die producten drijft. Vóór de grootschalige toepassing van de koelkast kwam de melkboer met zijn waren dagelijks bij zijn klanten aan de deur.

## Geschiedenis
Tot eind 19e eeuw werd melk door of namens de melkveehouder op melkmarkten verkocht of aan huis gebracht. De melk werd vervoerd in houten vaten, die vaak met slootwater werden schoongemaakt. Het rondventen van de melk ging in de stad vaak met een transportfiets met een houten bak en soms een laag plateau waarop twee melkbussen konden staan. Er werd ook gevent met paard en wagen en hondenkarren. Later kwam de bakfiets en daarna de ijzeren hond. De gemotoriseerde SRV-wagen markeerde de laatste fase van bezorging aan huis, toen was de melkboer inmiddels gepromoveerd was tot 'melkman'.
Er was veel concurrentie. Vaak verscheen in een trappenhuis meer dan een melkboer en na een verhuizing stonden meerdere melkboeren op de stoep om hun diensten aan te bieden. De melkboer had soms een 'loper'; een sleutel die op alle deuren paste, of de keukendeur was open zodat een klaarstaande pan met melk kon worden gevuld. Vaak werd aan klanten krediet verleend, het zogenoemde poffen.
Sommige werkloze boerenzoons trokken naar de stad en begonnen een winkel waar ze melk, boter, kaas en eieren verkochten. Melkwinkels waren vaak echte buurtzaken. De klanten namen niet altijd pannen mee. Er bestond een systeem van groenteblikken met hengsel, die de melkboer schoonmaakte.
In Amsterdam werd veel zuivel met melkschuiten aangevoerd uit de Zaanstreek en Waterland en door de boeren zelf uitgevent. Een ander deel kwam uit de streek ten zuiden van de stad, de omgeving van Weesperkarspel, Abcoude, Muiden, Weesp en Nederhorst den Berg. In de loop van de 19e eeuw waren daar de meeste boeren omgeschakeld van gemengd bedrijf naar uitsluitend melkveehouderij, waardoor de boeren ondernemers werden en veel meer gericht op de stad. De band tussen de melkboeren in de stad en de veeboeren die aanvankelijk meestal familie waren werd losser toen melkrijders met vrachtwagens het vervoer overnamen. In de jaren twintig waren er regelmatig conflicten tussen veehouders en handelaren over de melkprijs, wat ertoe leidde dat boeren uit protest zelf in de stad gingen venten. Rond de jaren dertig van de 20e eeuw werden de melkboeren in de steden steeds afhankelijker van de melkfabrieken, die ook wel melkinrichting werden genoemd. Melkboeren die zich verbonden met de melkfabrieken, gingen zichzelf ook melkinrichting noemen om zich zo te onderscheiden van de minder hygiënisch geachte melkslijterij. Fabrieken als Vami in Amsterdam en De Sierkan in Den Haag gingen bovendien de concurrentie met de kleinhandelaren aan. Ze werkten met slijters in loondienst en openden hygiënische melksalons. Veel melkboeren verloren vanaf de jaren 30 hun zelfstandigheid aan de melkfabrieken, ook de steeds strengere wet en regelgeving speelde daarbij een rol.
De overheid legde in de loop van de twintigste eeuw steeds meer regels op om de gezondheid en de kwaliteit van de melk te waarborgen. Al in de 19e eeuw werd duidelijk dat melk de veroorzaker was van veel epidemieën (tyfus, difterie, tbc) door de slechte hygiëne op de boerderijen en in de melkwinkel. In 1925 werd de melkkeuring verplicht. De Zuivelwet van 1932 regelde het vaststellen van de melkprijzen, stelde eisen aan de vakbekwaamheid van de melkboer en introduceerde een uitgebreid stelsel van vergunningen met premies voor een hygiënische bedrijfsvoering. In 1935 kwam er een ventverbod voor de zondag. De litermaten die de melkboer gebruikte moesten regelmatig worden geijkt. Sommige melkboeren waren berucht vanwege hun geknoei met water in de melk.
In de jaren dertig ontstond een 'melkstrijd' tussen overheid en melkfabrieken, waarbij de melkboer weinig in te brengen had. De melkfabrieken zagen de zelfstandige melkboer het liefst verdwijnen. In Amsterdam ontstonden toen socialistische coöperaties van melkslijters als alternatief voor het ‘kapitalisme’. De zelfstandige melkboer kreeg het steeds moeilijker.

### Jaren veertig en later
Tijdens de Duitse bezetting van Nederland kwam de overheid, zonder de last van parlementaire bemoeienis, tot een sterke regulering van de melkhandel. Zo werd bepaald dat melk niet meer rechtstreeks door de boer aan gebruikers geleverd mocht worden. De koeboeren moesten kiezen tussen voortzetting van de boerderij of de melkhandel. De meesten kozen in de onzekere oorlogsomstandigheden voor de boerderij. In het Melkstandaardisatiebesluit 1940 werd melkstandaardisatie, dat wil zeggen standaardisatie van het melkvetgehalte van consumptiemelk, in Nederland wettelijk verplicht gesteld. Het standaard-melkvetgehalte werd destijds in Nederland vastgesteld op 2,5% voor volle melk. Onbewerkte melk bevat ongeveer 3,85% melkvet, afhankelijk van veestapel en seizoen.
Sindsdien kon de melkslijter de melk niet meer rechtstreeks van de melkveehouder betrekken. Het standaardisatiebedrijf was ertussenin gekomen. Tegelijk met de standaardisatie werd uit oogmerk van preventieve gezondheidszorg pasteurisatie van de melk ingevoerd. Dit maakte het product vrij van eventuele ziektekiemen en ook langer houdbaar. Voor gebruik diende de klant de melk dan nog te steriliseren door ze te koken. 
Na de Tweede Wereldoorlog werd de melkhandel begin jaren 60 gesaneerd; iedere melkslijter kreeg een exclusieve wijk toebedeeld. Voor veel melkboeren was dit een aanleiding om te stoppen met hun bedrijf.
De aanduiding melkboer raakte in onbruik en de melkman, zoals hij nu heette (na 1966 ook SRV-man), bediende met een ondertussen gemotoriseerde wagen zijn wijk. Vanaf 1964 kreeg de melkman concurrentie van de opkomende supermarkten, die vanaf dan ook melk mochten verkopen. Het aandeel van de melkhandelaren daalde van meer dan 90% tot 20% in 1984. Veel melkhandelaren breidden hun melkhandel uit met kruidenierswaren, sommigen in de vorm van een rijdende winkel (SRV-wagen). Een van de eerste supermarkten in Nederland werd in 1953 door melkboer Dirk van den Broek in Amsterdam geopend. In 1930 waren er 1151 melkhandelaren in Amsterdam, anno 2010 nog een enkele en binnen 10 jaar verdween de laatste melkboer uit Amsterdam.

## Trivia
- Een melkslijter is iemand die met melk en melkproducten van deur tot deur gaat. In België wordt de term melkboer in dezelfde betekenis gebruikt, dus nooit voor een winkelier.
- In verband met vaderschap wordt de melkboer wel gebruikt als uitdrukking voor een willekeurige man. Als een kind helemaal niet op de vader lijkt of kennelijk het resultaat is van 'vreemdgaan', wordt een denkbeeldige melkboer opgevoerd als vader. Dit is te verklaren doordat de melkboer overdag, als de heer des huizes naar zijn werk was, bij de mensen aan de deur kwam. Het is niet duidelijk of het begrip melkboerenhondenhaar hier mee te maken heeft. Het gaat hier om haar dat niet meer in de plooi te brengen is.

## Melkboeren in de kunst

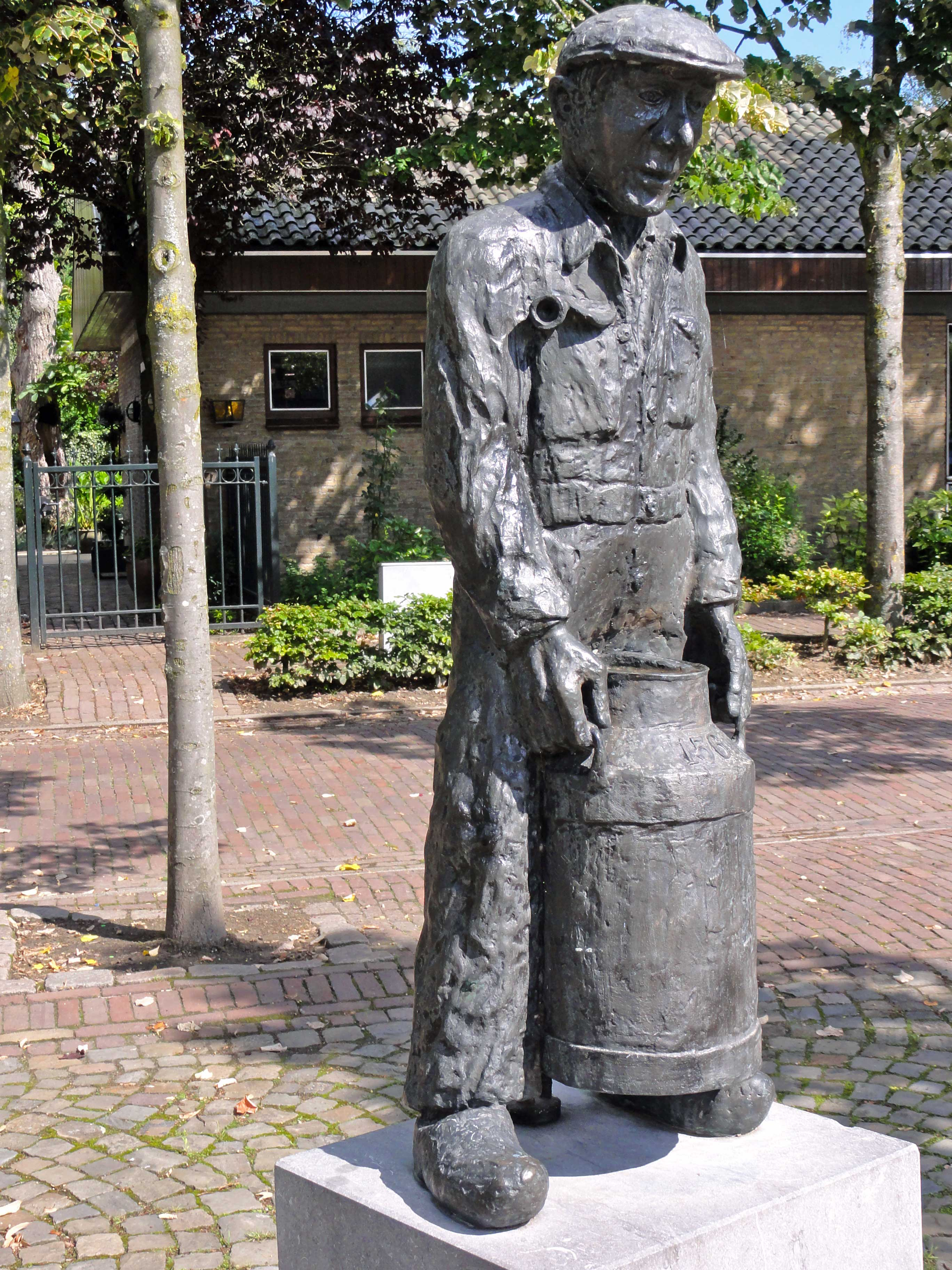
De melkman door Frans Roijmans
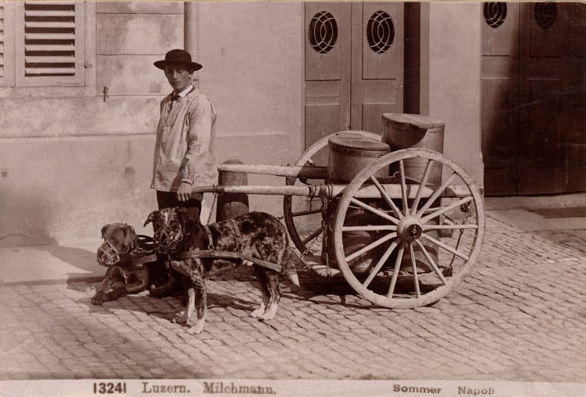
Een melkboer in Luzern
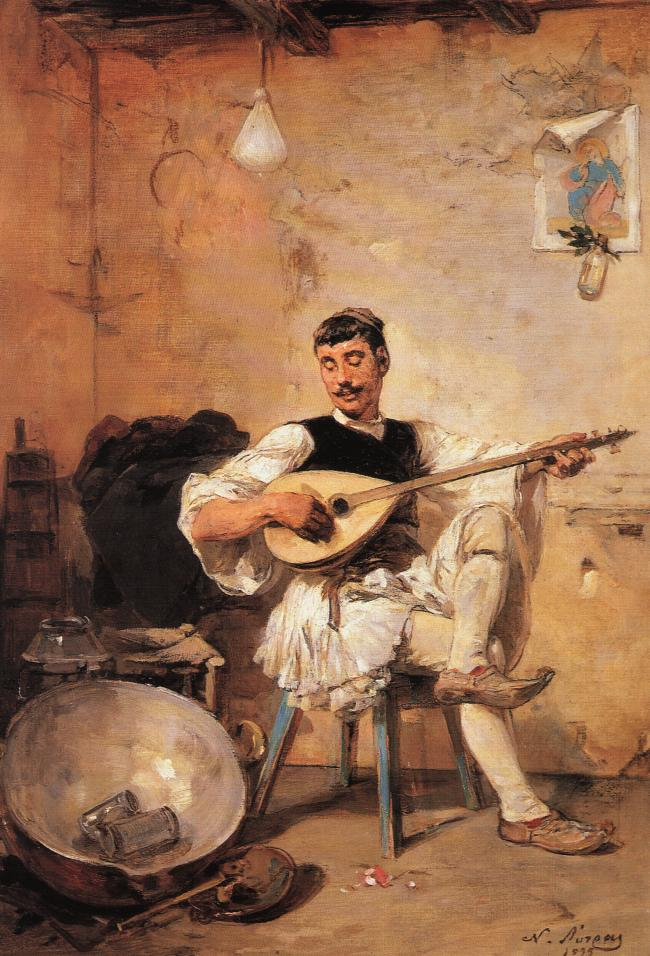
The Milkman door Nikiforos Lytras (1895)